# USS Constellation (CC-2)

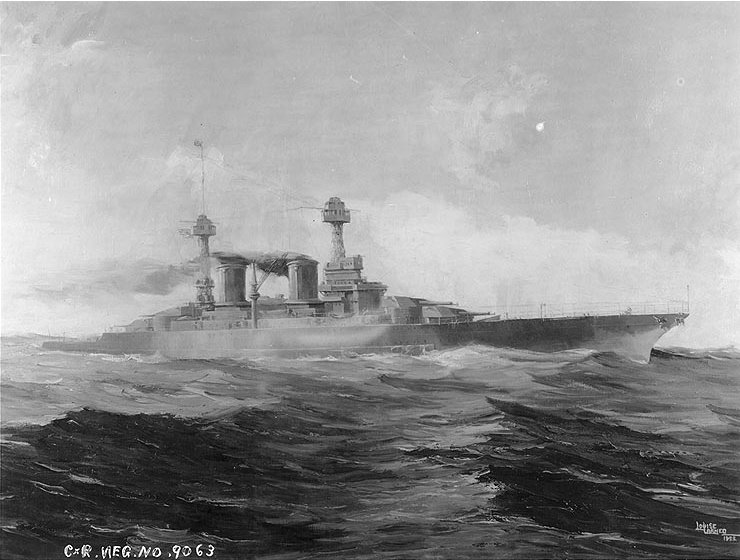
Beeld

De USS Constellation (CC-2) was een Lexington-klasse slagkruiser en het derde schip van de United States Navy met deze naam. De kiel werd gelegd in augustus 1920 in Newport News, Virginia. Door het Verdrag van Washington van 1922, wat de grootte van de marine limiteerde, werd de klasse niet afgebouwd. De Lexington en Saratoga werden omgebouwd tot vliegdekschip. De Saratoga werd verkozen boven de Constellation omdat ze al verder gevorderd was. De Constellation werd op de helling gesloopt.

## USS Constellation (CC-2)
- Klasse en type: Lexingtonklasse - Slagkruiser
- Georderd: 1916
- Werf: Newport News, Virginia
- Gebouwd: 18 augustus 1920
- Geschrapt: 17 augustus 1923

### Algemene eigenschappen
- Waterverplaatsing: 43.500 ton (beladen) - 44.638 ton (volledig bewapend)
- Lengte: 874 voet - 266,50 m
- Breedte: 104,3 voet - 32,10 m
- Diepgang: 31 voet - 9,50 m
- Vermogen: Turbo-elektrische aandrijving, vier aandrijfassen, 16 stoomketels, 180.000 pk
- Snelheid: 33,50 knopen - 62 km/h
- Reikwijdte: 12.000 zeemijl (22.000 km) aan 10 knopen (20 km/h)
- Bemanning: 1.297 officieren en matrozen

### Bewapening
- 4 x 2 = 8 x 406-mm/50 cal. kanonnen
- 16 x 152-mm/53 cal. kanonnen
- 4 x 76-mm/50 cal. kanonnen
- 8 x 533-mm torpedobuizen, 4 onderwater

- 178-mm snelvuurbandkanonnen
- 130-230-mm snelvuurkanonnen
- 305-mm bij commandotoren
- 208-mm geschuttoren
- 152-mm zijdelings snelvuurgeschut

## Referentie
- Robert Gardiner, ed., Conway's All the World's Fighting Ships 1906 - 1921, (Conway Maritime Press, London, 1982)